# Massís del Devès
El Massis del Devès és un gran altiplà basàltic del Massís Central francès. La línia de la cresta és de 60 km. Està situat al departament de l'Alt Loira, entre les valls del riu Allier i del riu Loira.

## Geografia

### Situació

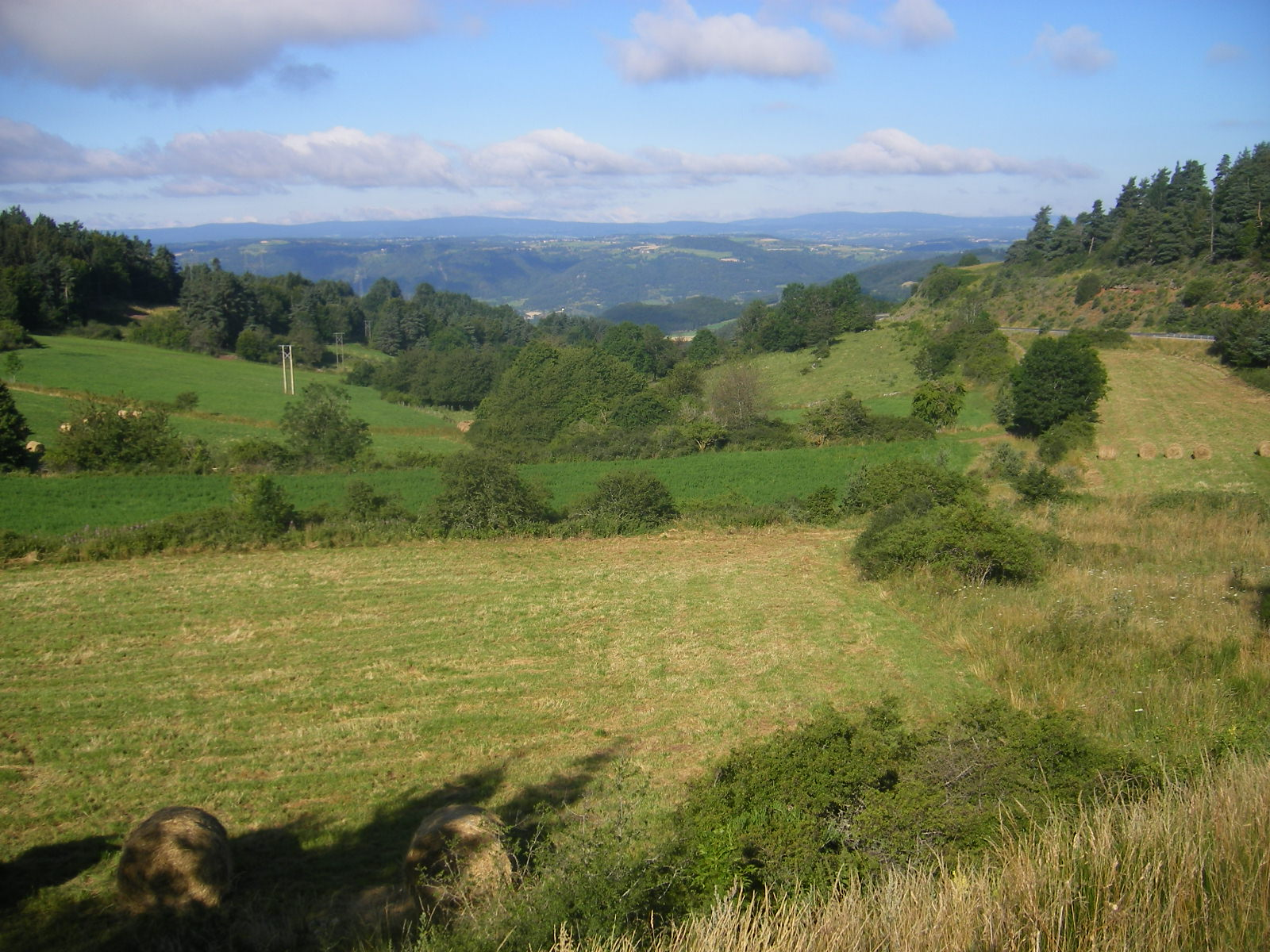
Paisatge del Devès

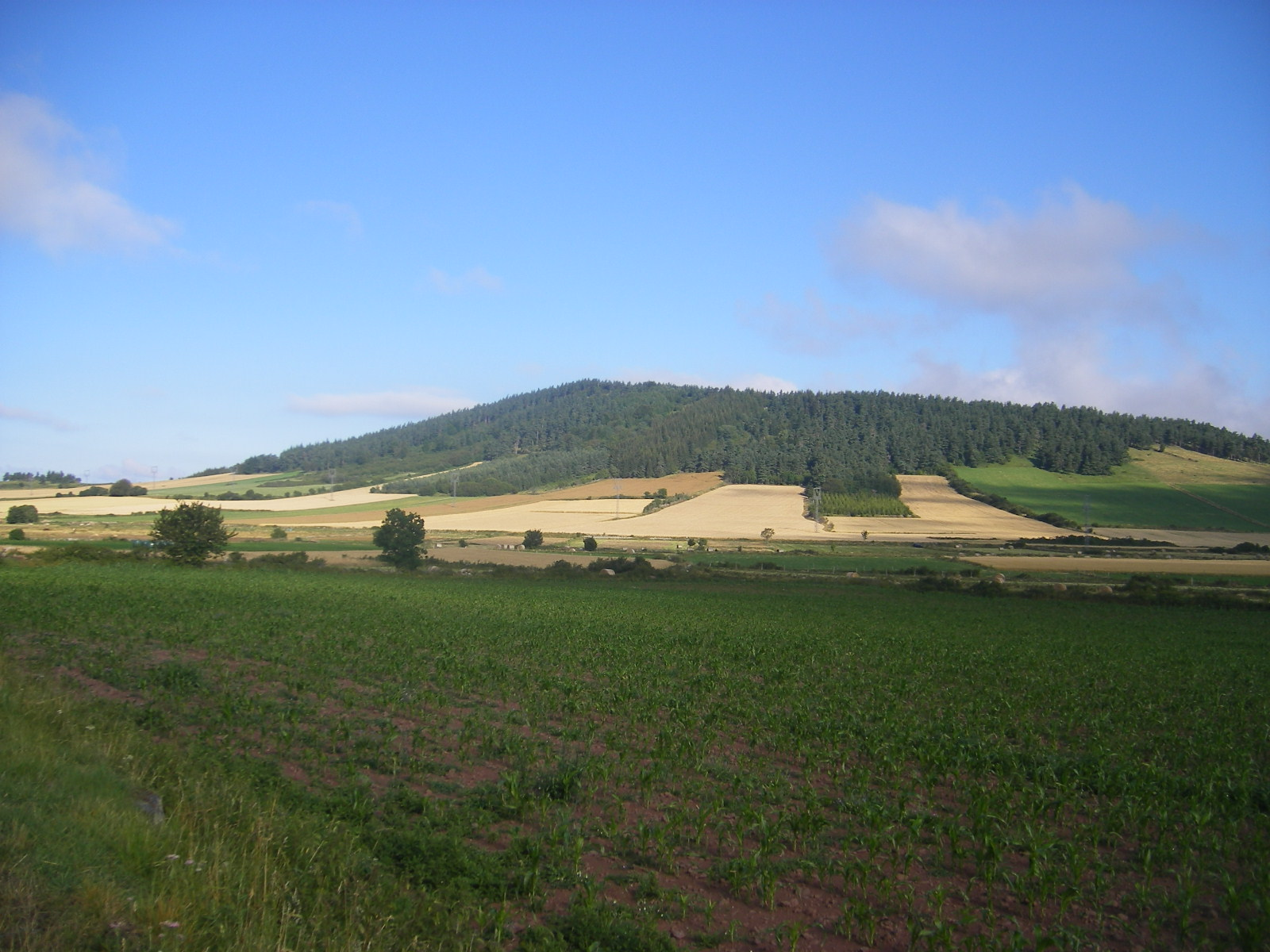
Muntanyes del Devès a Montbonnet i Saint-Privat-d´Allier

El Devès està rodejat a l'oest per l'alta vall del riu Allier i la Margeride, al nord per les muntanyes del Livradois, a l'est pel massís del Meygal i al sud per les muntanyes del Vivarais.

### Topografia
L'altiplà del Devès compta amb més de 150 cons volcànics de tipus estrombolià. Alguns d'aquests cons conserven encara el cràter, com el Mont de Bar al costat d'Allègre o també per cràters del tipus maar com ara a La Sauvetat, lac du Bouchet, Landos i Marais de Limagne.
El cim màxim és el Mont Devès que s'alça a 1421 metres.

### Geologia
El Massís del Devès és un dels tres massissos volcànics del Velay, els altres dos són el massís del Mézenc i el Meygal. El vulcanisme més recent al Velay va tenir lloc al Devès. Els cons volcànics i les colades de lava reposen en un sòl cristalí.